# 인천효성중학교
인천효성중학교(仁川曉星中學校)는 대한민국 인천광역시 계양구 효성동에 있는 공립 중학교이다.

## 학교 연혁
- 1981년 12월 29일 : 인천효성중학교 10학급 설립 인가 (남녀 공학)
- 1982년 3월 1일 : 인천효성중학교 개교
- 1985년 2월 14일 : 제1회 졸업식 630명 (남 324명, 여  306명)
- 1998년 3월 1일 : 인천효성중학교 남자 중학교로 전환
- 1999년 11월 15일 : 신관 준공
- 2002년 3월 2일 : 학급 증설 (39학급)
- 2004년 12월 29일 : 본관5층 증축
- 2010년 2월 11일 : 핸드볼 야외구장 준공
- 2019년 10월 19일 : 다목적 강당(효성관) 및 급식소 준공
- 2023년 12월 21일 : 제40회 졸업식 192명(졸업생 누계 18,068명)
- 2024년 3월 1일 : 제16대 한흥섭 교장 취임

## 참고 자료
- 인천효성중학교 - 한국교육학술정보원 학교알리미